# Oscar Bloch (läkare)
Oscar Thorvald Bloch, född 17 november 1847 i Köpenhamn, död 19 juni 1926 i Hellebæk, var en dansk kirurg. Han var bror till konstnären Carl Bloch och till dramatikern William Bloch samt svåger till Anna Bloch.
Bloch blev medicine doktor i Köpenhamn 1879, överkirurg vid Frederiks Hospital där 1885, och blev docent i klinisk kirurgi samma år och professor 1897-1913. Blochs praktiska verksamhet formade sig till en energisk kamp för antiseptikens genomförande och utveckling på det sjukhus han företrädde. Som klinisk lärare såväl som vetenskaplig författare var han synnerligen framstående. Bloch har bland annat utgivit det av hans humana livssyn präglade arbetet Om Døden (1903, svensk översättning 1904).

## Utmärkelser
- Riddare av Dannebrogorden,  1891[3]
- Honorary Fellow of the Royal College of Surgeons,  25 juli 1900[4]
- Dannebrogsmännens hederstecken,  1902[3]
- Kommendör av Dannebrogorden,  1905[3]
- Kommendör av första graden av Dannebrogorden,  1911[3]

[Redigera Wikidata]